# Bernard Freyd
Pour les articles homonymes, voir Freyd.
Bernard Freyd, né le 17 juillet 1939 à Strasbourg et mort le 12 avril 2025 dans la même ville, est un comédien alsacien aperçu dans de très nombreux rôles aussi bien au théâtre, qu'au cinéma ou à la télévision.

## Théâtre
- 1959 : Les Aventures d'Ulenspiegel de Charles De Coster, mise en scène René Jauneau, Comédie de l'Est
- 1959 : La Marieuse de Thornton Wilder, mise en scène Pierre Lefèvre, Comédie de l'Est
- 1959 : La Cruche cassée d'Heinrich von Kleist, mise en scène Claude Petitpierre, Comédie de l'Est
- 1960 : Le Canard sauvage de Henrik Ibsen, mise en scène Pierre Lefèvre, Comédie de l'Est
- 1960 : La Cinquantaine de Georges Courteline, mise en scène Jean-Claude Marrey, Comédie de l'Est
- 1960 : La Dispute de Marivaux, mise en scène Yves Kerboul, Comédie de l'Est
- 1962 : Le Barbier de Séville de Beaumarchais, mise en scène René Lesage, Comédie des Alpes
- 1963 : Cinna de Corneille, mise en scène René Lesage, Comédie des Alpes
- 1963 : Le Jubilé d'Anton Tchekhov, mise en scène René Lesage, Comédie des Alpes
- 1964 : La Cantatrice chauve d'Eugène Ionesco, mise en scène René Lesage, Comédie des Alpes
- 1965 : Le Malade imaginaire de Molière, mise en scène René Lesage, Comédie des Alpes
- 1965 : Les Justes d'Albert Camus, mise en scène René Lesage, Comédie des Alpes
- 1965 : La Quadrature du cercle de Valentin Kataiev, mise en scène Louis Beyler, Théâtre de la rue du Lycée, Grenoble
- 1966 : Les Musiques magiques de Catherine Dasté, mise en scène de l'auteur, Comédie des Alpes
- 1966 : Si jamais je te pince !... d'Eugène Labiche et Marc-Michel, mise en scène René Lesage, Comédie des Alpes
- 1967 : La Visite de la vieille dame de Friedrich Dürrenmatt, mise en scène Hubert Gignoux, Centre dramatique de l'Est -villageois
- 1968 : Une très bonne soirée d'Hubert Gignoux, mise en scène André Steiger, Théâtre national de Strasbourg -Schmidt
- 1968 : Nekrassov de Jean-Paul Sartre, mise en scène Hubert Gignoux, Théâtre national de Strasbourg -inspecteur
- 1969 : Le Barbier de Séville de Beaumarchais, mise en scène Pierre-Étienne Heymann, Théâtre national de Strasbourg -Figaro
- 1970 : La Prise de l'Orestie d'Eschyle, mise en scène André Steiger et Hubert Gignoux, Théâtre national de Strasbourg -Pylade
- 1971 : Le Balcon de Jean Genet, mise en scène André Steiger, Théâtre national de Strasbourg -le général
- 1971 : Splendeur et mort de Joaquin Murieta de Pablo Neruda, mise en scène Alberto Rody, Théâtre national de Strasbourg -le poète
- 1971 : La Cagnotte d'Eugène Labiche, mise en scène Jean-Pierre Vincent, Théâtre national de Strasbourg -Benjamin
- 1973 : Saint Nicolas mon bon patron d'Anne Perry-Bouquet, mise en scène Pierre-Étienne Heymann, Alain Weiss, Festival d'Avignon -le père
- 1974 : La Tragédie optimiste de Vsevolod Vichnievski, mise en scène Bernard Chartreux et Jean-Pierre Vincent, Théâtre Le Palace, Théâtre du Gymnase -le meneur
- 1974 : Dimanche de Michel Deutsch et Dominique Muller, mise en scène des auteurs, Festival d'Avignon Théâtre Ouvert -le père
- 1975 : En r'venant de l'expo de Jean-Claude Grumberg, mise en scène Jean-Pierre Vincent, Théâtre de l'Odéon -l'Italien
- 1975 : Germinal d'après Émile Zola, mise en scène Jean-Pierre Vincent, Théâtre national de Strasbourg -Maheu
- 1976 : Baal de Bertolt Brecht, mise en scène André Engel, Théâtre national de Strasbourg -le puant
- 1976 : Dimanche de Michel Deutsch et Dominique Muller, mise en scène des auteurs, Théâtre national de Strasbourg
- 1977 : Hölderlin : l'Antigone de Sophocle d'après Sophocle, mise en scène Michel Deutsch et Philippe Lacoue-Labarthe, Théâtre national de Strasbourg
- 1977 : Un week end à Yaïck d'après Pougatchev de Sergueï Essénine, mise en scène André Engel, Théâtre national de Strasbourg -Silianov
- 1977 : Le Misanthrope de Molière, mise en scène Jean-Pierre Vincent, Théâtre national de Strasbourg -Acaste
- 1977 : Franziska de Frank Wedekind, mise en scène Hélène Vincent et Agnès Laurent, Théâtre national de Strasbourg -Veit Kunst
- 1978 : Un livre à vue et Palais de la guérison de Seán O'Casey, mise en scène Jean-Pierre Vincent, Théâtre national de Strasbourg -le docteur
- 1979 : L'Antigone de Sophocle de Friedrich Hölderlin, mise en scène Michel Deutsch et Philippe Lacoue-Labarthe, Théâtre national de Strasbourg -le messager
- 1979 : Ils allaient obscurs sous la nuit solitaire d'après Samuel Beckett, mise en scène André Engel, Théâtre national de Strasbourg -Pozzo
- 1979 : La Mort d'Andrea del Sarto d'après Alfred de Musset, mise en scène Dominique Muller, Théâtre national de Strasbourg -Andrea del Sarto
- 1980 : Lenz d'après Georg Büchner, mise en scène Hannes Klett, Théâtre national de Strasbourg -Goethe
- 1980 : Vichy-fictions: Violences à Vichy de Bernard Chartreux et Convoi avec ruines de Michel Deutsch, mise en scène Jean-Pierre Vincent, Théâtre national de Strasbourg, Théâtre des Amandiers[2] -Atlas
- 1981 : Le Palais de justice de Bernard Chartreux, Dominique Muller, Sylvie Muller, Jean-Pierre Vincent, mise en scène Jean-Pierre Vincent, Théâtre national de Strasbourg -le curé
- 1982 : Le Palais de justice de Bernard Chartreux, Dominique Muller, Sylvie Muller, Jean-Pierre Vincent, mise en scène Jean-Pierre Vincent, Théâtre national de l'Odéon, Nouveau théâtre de Nice -le curé
- 1982 : Les Phéniciennes d'Euripide, mise en scène Michel Deutsch et Philippe Lacoue-Labarthe, Théâtre national de Strasbourg -le messager
- 1983 : Dernières nouvelles de la peste de Bernard Chartreux, Dominique Muller, Sylvie Muller, Jean-Pierre Vincent, mise en scène Jean-Pierre Vincent, Festival d'Avignon, Théâtre national de Strasbourg -l'aveugle
- 1984 : Tartuffe de Molière, mise en scène Jacques Lassalle, Théâtre national de Strasbourg, Théâtre de la Ville -Cléante
- 1987 : Nathan le Sage de Gotthold Ephraim Lessing, mise en scène Bernard Sobel, Théâtre de Gennevilliers -Nathan le Sage
- 1988 : Le Faiseur de théâtre de Thomas Bernhard, mise en scène Jean-Pierre Vincent, TNP Villeurbanne, Théâtre national de Strasbourg[3], Théâtre de la Ville
- 1991 : Il marche de Christian Rullier, mise en scène Jacques Kraemer, Théâtre du Rond-Point
- 1992 : Ajax et Philoctète de Sophocle, mise en scène Christian Schiaretti, Comédie de Reims, Théâtre de l'Odéon -Ulysse
- 1992 : La vie est un songe de Calderón, mise en scène José Luis Gómez, Théâtre de l'Odéon -Basile
- 1992 : Flandrin, acteur de Pierre Debauche, mise en scène Daniel Mesguich, Théâtre de la Métaphore -Flandrin
- 1995 : Thyeste de Sénèque, mise en scène Jean-Pierre Vincent, Théâtre national de Strasbourg -Thyeste
- 1996 : Tout est bien qui finit bien de William Shakespeare, mise en scène Jean-Pierre Vincent, Théâtre des Amandiers -le roi de France
- 1996-1999 : Douze hommes en colère de Reginald Rose, mise en scène Stéphan Meldegg, Théâtre Marigny, Théâtre de la Renaissance, et en tournée
- 1999 : Le deuil sied à Électre d'Eugene O'Neill, mise en scène Jean-Louis Martinelli, Théâtre national de Strasbourg
- 2000 : D'r contades mensch de Germain Muller, mise en scène Bernard Freyd et Serge Marzolff, Théâtre national de Strasbourg

## Filmographie

### Cinéma
- 1975 : Lily aime-moi de Maurice Dugowson
- 1975 : Histoire de Paul de René Féret
- 1977 : A. Constant de Christine Laurent
- 1981 : Eaux profondes de Michel Deville
- 1982 : La Balance de Bob Swaim
- 1984 : Le Tartuffe de Gérard Depardieu
- 1984 : Ave Maria de Jacques Richard
- 1983 : Au nom de tous les miens de Robert Enrico
- 1985 : L'Amour braque de Andrzej Żuławski
- 1985 : Le Mystère Alexina de René Féret
- 1985 : Le Transfuge de Philippe Lefebvre
- 1985 : Le Quatrième Pouvoir de Serge Leroy
- 1985 : Douce France de François Chardeaux
- 1986 : Zone rouge de Robert Enrico
- 1986 : États d'âme de Jacques Fansten
- 1986 : Attention bandits ! de Claude Lelouch
- 1987 : Le Solitaire de Jacques Deray
- 1987 : Der Joker (de) de Peter Patzak
- 1988 : Envoyez les violons de Roger Andrieux
- 1989 : Jour après jour d'Alain Attal
- 1990 : L'Autrichienne de Pierre Granier-Deferre
- 1990 : Mado, poste restante de Aleksandr Adabashyan
- 1990 : Ripoux contre ripoux de Claude Zidi
- 1991 : On peut toujours rêver de Pierre Richard
- 1991 : Arthur Rimbaud, une biographie de Richard Dindo
- 1991 : Transit de René Allio
- 1991 : Mayrig d'Henri Verneuil
- 1992 : Les Enfants du naufrageur de Jérôme Foulon
- 1993 : An enez du de Marie Hélia
- 1994 : Elles n'oublient jamais de Christopher Frank
- 1995 : Brennendes herz de Peter Patzak
- 1997 : Lucie Aubrac de Claude Berri

### Télévision
- 1974 : Les Cinq Dernières Minutes, de Claude Loursais, épisode Rouges sont les vendanges
- 1975 : Azev : le tsar de la nuit de Guy Lessertisseur
- 1980 : Gueule d'atmosphère de Maurice Château
- 1981 : Le 28 mars, 20 heures... de Paul Planchon
- 1981 : Portrait d'un inconnu de Paul Planchon
- 1981 : Guerre en pays neutre de Philippe Lefebvre
- 1982 : L'Épingle noire de Maurice Frydland
- 1983 : Pablo est mort de Philippe Lefebvre
- 1985 : Au nom de tous les miens de Robert Enrico
- 1985 : Série noire : Pas de vieux os de Gérard Mordillat
- 1985 : L'Homme de pouvoir de Maurice Frydland
- 1986 : Le Bal d'Irène de Jean-Louis Comolli
- 1986 : Léon Blum à l'échelle humaine de Jacques Rutman
- 1988 : Les Rats de Montsouris de Maurice Frydland
- 1989 : Des cadavres à la pelle de Éric Le Hung
- 1989 : À corps et à cris de Josée Dayan
- 1990 : Au-delà de la vengeance de Renaud Saint-Pierre
- 1990 : Le Déjeuner de Sousceyrac de Lazare Iglesis
- 1990 : V comme vengeance : Au-delà de la vengeance de Renaud Saint-Pierre
- 1990 : Le Lyonnais (4 épisodes) de Michel Favart, Joannick Desclers ou Cyril Collard
- 1991 : L'Enfant des loups de Philippe Monnier
- 1991 : Les Hordes de Jean-Claude Missiaen
- 1991 : Le Lyonnais (2 épisodes) de Claude Grinberg ou Georges Combe
- 1992 : Un flic pourri de Josée Dayan
- 1992 : Un été glacé de Bernard Giraudeau
- 1992 : Le Lyonnais (3 épisodes) de Michel Favart, Georges Dumont ou Paul Vecchiali
- 1993 : Mayrig de Henri Verneuil
- 1993 : Une partie de trop de Pierre Matteuzzi
- 1993 : Les Cinq Dernières Minutes : Scaramouche de Jean-Jacques Kahn
- 1993 : Antoine Rives, juge du terrorisme (2 épisodes) de Philippe Lefebvre
- 1993 : La Dame de Lieudit de Philippe Monnier
- 1993 : Les Grandes Marées de Jean Sagols : le juge
- 1994 : Jalna de Philippe Monnier
- 1994 : Maigret : Maigret et la vieille dame de David Delrieux
- 1995 : L'Affaire Dreyfus d'Yves Boisset
- 1996 : L'Avocate : Linge sale en famille de Philippe Lefebvre
- 1996 : Les Alsaciens ou les Deux Mathilde de Michel Favart
- 1996 : Le Refuge : La Danse du cobra d'Alain Schwartzstein
- 1997 : Maintenant ou jamais de Jérôme Foulon
- 1997 : Le Garçon d'orage de Jérôme Foulon
- 1997 : Vérité oblige : Vérité oblige de Claude-Michel Rome
- 2000 : Docteur Sylvestre : Pour l'exemple de Maurice Frydland
- 2002 : Maigret : Maigret chez le ministre de Christian de Chalonge
- 2008 : Sous les vents de Neptune de Josée Dayan

## Distinctions

### Nominations
- 1989 : Nomination pour le Molière du comédien pour Le Faiseur de théâtre
- 1998 : Nomination pour le Molière du comédien dans un second rôle pour Douze hommes en colère